# Der Diamanten-Cop
Der Diamanten-Cop ist eine US-amerikanische Action-Komödie aus dem Jahr 1999 vom Regisseur Les Mayfield. Die Hauptrolle spielt Martin Lawrence.

## Handlung
Los Angeles. Miles Logan stiehlt mit drei Komplizen einen Diamanten. Während des Coups erschießt jedoch der Verräter Deacon einen Komplizen und will den Diamanten an sich nehmen. Auf der Flucht versteckt Logan den Diamanten kurz vor seiner Verhaftung auf einer Baustelle in einem Lüftungsschacht.
Als er zwei Jahre später aus dem Gefängnis entlassen wird, ist aus der Baustelle ein Polizeirevier entstanden. Nach einem vergeblichen Versuch, in den Arbeitsbereich der Wache zu gelangen, schafft er es, sich durch Fälschung eines Polizeiausweises als nach Los Angeles versetzter Detective auszugeben. Bei dem Versuch, über die Damentoilette in die Lüftungsschächte zu gelangen, wird er von einem flüchtenden Festgenommenen überrascht, den er gezwungenermaßen ausschaltet. Daraufhin werden Chief Rizzo und die anderen Polizisten auf Logan, der sich als Detective Malone zu erkennen gibt, aufmerksam und ihm wird Grünschnabel und Paragraphenreiter Carlson als Partner zugewiesen.
Nun muss Logan mit Carlson Fälle im Außendienst bearbeiten, wobei er zufällig in einen Überfall seines ehemaligen Partners Tulley verwickelt wird. Damit Tulley nicht erschossen wird und um seine eigene Identität nicht auffliegen zu lassen, verspricht er Tulley einen Anteil am Diamanten, wenn er sich von ihm verhaften lässt. Nach dieser spektakulären Verhaftung befördert Rizzo ihn prompt zum Chief Detective des Raubdezernats.
Als Logan endlich das einstige Versteck findet, ist der Diamant nicht mehr dort. Ein Wasserschaden hat ihn vor einiger Zeit durch die Schächte gespült. Logan lokalisiert ihn schließlich oberhalb der Asservatenkammer. Inzwischen hat Carlson jedoch Verdacht geschöpft, da er bei eigenständig durchgeführten Nachforschungen nichts über einen Detective Malone herausfinden konnte und auch die Nummer seiner Polizeimarke nicht existiert. Logan erzählt Carlson, er sei in Wirklichkeit verdeckter Ermittler der Inneren Abteilung, also der "Polizei der Polizei", der Missstände im Department aufzudecken soll.
Logan sucht nun nach einem Vorwand, die Asservatenkammer aufzusuchen. Die Gelegenheit dazu bietet sich, als Logan und Carlson eine große Menge an Drogen beschlagnahmen. Doch der Diamant entgleitet ihm und landet in der auf einer Palette verzurrten Drogenladung.
Die Ladung wird vom Drogenbaron LaFleur erwartet, dem das FBI eine Falle stellen will. Um auf der Spur des Diamanten zu bleiben, begleitet Logan freiwillig als "verdeckter Ermittler" den Lkw-Transport zur Lagerhalle der Drogenbande. Noch einmal greift er sich den Diamanten, wird aber von Deacon überrumpelt, der Logans neue Identität herausgefunden hat. LaFleur und seine Helfer tauchen auf, ehe das FBI und die Polizei das Gebäude stürmen. Während des Zugriffs flieht Deacon mit dem Stein in Richtung Mexiko, dicht gefolgt von Logan, dem FBI und dem LAPD. Erst hinter der Grenze stellt er Deacon und gibt ihm die Wahl, in ein mexikanisches oder in ein US-amerikanisches Gefängnis zu wandern, sprich: sich ihm zu ergeben oder von den anrückenden mexikanischen Polizisten verhaftet zu werden. Er nimmt ihm den Diamanten ab und will gehen, als plötzlich der alte Rivale eine versteckte Waffe zückt, woraufhin Logan ihn erschießt.
Logan kehrt zurück zu seiner Einheit, wo sich allerdings das Netz aus Lügen langsam zusammenzieht, da niemand herausfinden kann, von welcher Einheit er versetzt wurde. Um dem Netz zu entrinnen, erzählt er seinen Kollegen, er sei Viertelmexikaner und beim mexikanischen Geheimdienst beschäftigt. Er geht in Richtung mexikanische Grenze davon, wird jedoch von Carlson durch Zuruf zum Stehen gebracht. Carlson erzählt ihm, er wisse, dass er Logan sei, da er dank ihm gelernt habe, wie ein Gangster zu denken. Allerdings hat Carlson mit seinem Zuruf an Logan solange gewartet, bis Logan auf der anderen Seite der Grenze nach Mexiko stand, das heißt, die US-Polizisten haben keine Zugriffsberechtigung mehr. Sie verabschieden sich vom ihnen inzwischen sympathisch gewordenen Logan, der in der Schlusssequenz mit dem 17-Millionen-Dollar-Diamanten in Richtung mexikanisches Landesinnere davongeht.

## Veröffentlichung & Rezeption
Der Film bot ein Budget von über 65 Millionen US-Dollar. Weltweit wurden in den Kinos rund 118 Millionen US-Dollar eingespielt. Allein in den USA spielte der Film rund 69 Millionen US-Dollar ein. In Deutschland verzeichnet der Film 1.093.983 Besucher, womit er sich auf Platz 39 der Jahres-Charts 1999 befindet.
Der Film erhielt gemischte Kritiken. Der US-amerikanische Kritik-Aggregator Rotten Tomatoes klassifiziert den Film als „Vergammelt“ und formuliert als Synopse: „Martin Lawrence verleiht ihm seine komödiantische Note, aber der Film ist nicht viel mehr als ein üblicher Action-Comedy-Film.“. Metacritic erfasste „Durchwachsene oder Durchschnittliche“ Kritiken.

„Das hätte ein akzeptabler Krimi werden können, denn für Spannung sorgt eine Nebenhandlung, in der ein böses Ex-Mitglied aus Mikes Bande mit aller Gewalt an den Diamanten will und dabei über Leichen geht. Das hätte andererseits auch eine akzeptable Komödie sein können, wenn Martin Lawrence und einige seiner Mitstreiter sich nicht ständig so eitel und albern vor der Kamera produzieren würden und der Humor insgesamt ein wenig subtiler wäre. Dazu gehört auch die übliche, bisweilen unerträglich dämliche Sprücheklopferei (‚Ich reiß’ dir die Lippen ab und küss’ mir den Arsch damit!‘). So ist es nichts Halbes und nichts Ganzes: nur ein belangloses Star-Vehikel von mittelmäßigem Unterhaltungswert.“

„Glanzlose Krimi-Komödie, in der der Hauptdarsteller gezwungen ist, durch plumpe Albernheiten von den Mängeln des gagfreien Drehbuchs abzulenken.“